# تریسی سیتی (تنسی)
تریسی سیتی(به انگلیسی: Tracy City) شهری در ایالت تنسی کشور ایالات متحده آمریکا است که جمعیت آن در سرشماری سال ۲۰۱۰ میلادی، ۱٬۴۸۱ نفر بوده‌است.